# VK 3002 (DB)
VK 3002 (DB) је био прототип немачког средњег тенка насталог као одговор на совјетски Т-34. Резултат развоја овог тенка био је тенк Пантер.

## Развој
Када је немачка војска јуна 1941. напала Совјетски Савез доживела је непријатан шок у виду тада монструозног тенка из серије КВ као и за класу лакшег Т-34. Руске оклопне јединице тада још нису комуницирале радиом, нити су биле довољно обучене, тако да нису имале већег утицаја на развој ситуације све до Стаљинградске битке.
Као одговор на ово, Хитлер је 25. новембра 1941. наредио да се почне развој новог 30-тонског тенка наоружаног са 75mm топом. За куполу је био задужен Рајнметал-Борсиг док су тело тенка радили Дајмлер-Бенц и МАН. Марта 1942. Дајмлер-Бенц је први представио прототип VK 3002 који је био базиран на претходно одбаченим VK 3001 (P) и VK 3001 (H). Ово је у суштини било модификовани Т-34. Постојале су две верзије са различитим суспензијама.
МАН је завршио своју верзију почетком пролећа 1942. маја 11. 1942. VK 3002 је званично назван Пантер, а одмах затим је 14. маја одржан упоредни тест прототипова, после чега је МАН-ов званично пуштен у проиводњу иако је пре тога Хитлер наредио да се направио 200 тенкова које је Дајмлер-Бенц представио. Одлука је преиначена након проблема који су уочени, а за које би било потребно време да се исправе. Велики проблем би такође представљала велика сличност између Пантера и Т-34. Чак је и Шкода представила свој модел назива Т-25 заснованог на Т-34, али је и он одбачен.